# نما (ساختمان)
برای معنی دیگر نما به نما (سینما) نگاه کنید.

نماسازی معبد هندوها، بندر عباس.

در ساختمان‌سازی به سویه ی  بیرونی یک ساختمان نما گفته می‌شود.به طور کلی نمای ساختمان از دو عنصر اصلی تشکیل شده که شامل ارکان و اجزا می  باشد 
ارکان نما، ریتم های عمودی و افقی و سطح آسمانه (سقف) یک بنا محسوب می شود.و تمامی جزییاتی که در دید ۱۴۰ درجه عمودی و ۱۶۰ درجه افقی دید انسان میشود و همچنین طراحی درب و پنجره اجزا یک نمای خانه  محسوب می شود. 
در طراحی نمای ساختمان ،برخی از معماران بر این باورند که  نما مهم‌ترین بخش به‌شمار می‌رود ، زیرا نما چارچوب کار برای بقیه اجزای ساختمان را مشخص می‌کند.
برخی از نماها به حسب قدمت و سبک ،ارزش تاریخی دارند و در کشورهای گوناگون قوانین سختگیرانه‌ای در مورد موضوع تغییر نما وجود دارد که برخی از این قوانین هر گونه دگرگونی در نماهای تاریخی و یا حتی در مجاورت آن  را ممنوع می‌کند.
در معماری سنتی ایرانی، آرایشی که پس از پایان کار ساختمان بر آن بی فزایند را آمود می‌گویند ، مانند تزیین الحاقی، نماسازی سنگی یا آجری، کاشیکاری و گچبری که در اکثر موارد کارکرد سازه ایی ندارد.
نمای ساختمان شامل دو سوی اصلی ساختمان یا بیشتر می باشد ، قسمت ورودی پشت بام و ورودی اصلی ساختمان بسته به شکل و نوع زمین می‌باشد در اغلب کشورها طراحی و ساخت این قسمت‌ها برای همخوانی نما با بافت قالب زیر نظر سازمان‌های شهری صورت می‌گیرد.

## نمای آجری
برای نمای آجری باید از آجری که برای نما سازی تهیه می شود استفاده نمود این آجرها به رنگهای بهی ، قرمز ، ابلق در بازار یافت می شود .
برای نماهای آجری بهتر است آجرها را قبل از مصرف تیشه داری نمود منظور از تیشه داری این است که اضلاع آجر را به وسیله تیشه و یا ماشین های تراش مخصوصکاملا گونیا می نماییم برای پهن کردن ملات نماهای آجری معمولا از شمشه ملات استفاده می کنند . شمشه ملات وسیله است که تخته هایی بعرض 5/1 الی 2 سانتی متر با ضخامتی در همین حدود که آنها را بصورت نبشی به یکدیگر متصل می نمایند و طول آن حدود 50 سانتی متر است در موقع پهن کردن ملات شمشه ملات را طوری روی دیوار قرار می دهند که یک ضلع آن روی دیوار در محل پهن کردن ملات در قسمت نما و ضلع دیگر آن متکی به نما قرار گیرد . آنگاه ملات را پشت آن پهن می نمایند که در نتیجه هم ملات در حدود 5/1 الی 2 سانتیمتر از لبه کار عقب تر خواهد بود که از این عقب بودن ملات برای بند کشی استفاده می نمایند و هم ضخامت ملات در تمام قسمت ها یکنواخت خواهد شد . آجرها باید در تمام رج ها با ریسمان و شاقول چیده شود . در موقع دوغاب دادن روی دیوار باید کاملا توجه نمود که دوغاب به قسمت نما ریخته نشود زیرا در این صورت منظره نا خوشایندی به آن خواهد داد و یا به طور کلی از ریختن دوغاب در نما سازی آجری باید صرف نظر گردد .

## نمای سنگی
برای نماهای سنگی از انواع سنگ های پلاک با رنگها و اندازه های مختلف استفاده می نمایند مانند سنگ تراورتن ، باغ ابریشم ، مرمر و یا انواع سنگ های قیچی که دارای سطح ناصافی بوده و در محل هایی که از لحاظ معماری احتیاج به قدری خشونت در سطح نما می باشد مورد استفاده قرار می گیرد . در سطح بعضی از سنگ های نما خلل و فرجی موجود است که این سوراخ ها برای نصب بسیار مناسب هستند زیرا ملات ماسه سیمان پشت سنگ به داخل این سوراخ ها نفوذ نموده و مانع جدا شدن آن از نما می گردد از جمله این سنگ ها میتوان انواع سنگ های تراورتن را نام برد . بعضی از سنگ ها مثل سنگ های باغ ابریشم  و یا مرمر و یا مرمریت  و یا انواع سنگ های چینی دارای سطحی سیقلی بوده و با توجه به اینکه سنگ خاصیت مکندگی چندانی ندارد بخوبی به نما نمی چسبد و ممکن است بعد از مدتی از نما جدا شده و سقوط نماید برای جلوگیری از این کار باید از پشت آنها را به وسیله میله های مخصوصی که به آن اصطلاحا اسکوپ می گویند به دیوار محکم نمود . اسکوپ انواع مختلف دارد .

يكي از پوشش هاي مناسب در ساختمان كه استفاده ازآن روز به روز بيشتر مي شود، سنگ است لذا متخصصين امر ساخت وساز دلايل مناسب بودن سنگ را در نماي ساختمان در چند مورد خلاصه كرده اند كه عبارتند از :
1-عدم تغيير رنگ و جذب گرد و غبار 
2-مقاومت در برابر رطوبت 
3- تنوع در رنگ و جنس
4- اجراي سريع و آسان و تميز
5- عايق حرارت و بي نياز از زير سازي
6- قابليت اجرا بر روي كليه سطوح 
7-قابليت ترميم آسان 
8-انعطاف پذيري و قابليت فرم پذيري مناسب بر روي كليه سطوح
9-ايده ال براي دكوراسيون نماي داخل و خارج ساختمان ها ، مغازه ها ،كافي شاپ ها و رستوران ها .
10-فراواني و در دسترس بودن 
11- امكان به وجود آوردن شكل هاي مورد نظر (دستي و ماشيني )
12-عمر زياد (در صورت استفاده مناسب)
13-هزينه حفظ و نگهداري نسبتاً كم آن
انتخاب ابعاد و جنس سنگ ،بستگي به محل استفاده آن دارد. سنگ هايي كه در نماي خارجي مصرف مي شود بايد در مقابل عوامل جوي مانند تابش خورشيد،باران ،گاز هاي موجود در هوا و ... مقاوم باشند . در نما سازي از نوع سنگ ممكن است فقط از يك نوع سنگ استفاده شود ويا آنكه از چندين سنگ متنوع استفاده شود . با يك طراحي خوب و هماهنگ كردن سنگ ها يا يكديگر مي توان نماهاي سنگي بسيار زيبايي در ساختمان به وجود آورد . همچنين همواره بايد به اين مطلب توجه كرد كه استفاده از سنگ ها ي پر دوام و با مقاومت بالا در برابر يخ زدگي و شرايط نا مساعد جوي و محيطي (نور خورشيد ،آب و رطوبت ) با بافت و شكل مطلوب ،بدون ترك خوردگي و خلل و فرج وصرفه اقتصادي را نبايد از ياد برد.
مشخصات كلي انتخاب سنگ براي مصارف ساختماني :
1- بافت سنگ بايد ساختماني سالم داشته باشد ، يعني بدون شيار ،ترك و رگه هاي سست باشد(كرمو نباشد)
2- بدون هر گونه خلل و فرج باشد.
3- پوسيدگي نداشته باشد .
4- يكدست ،يكنواخت و ممكن باشد .
5- سنگ ساختماني شايد آب زياد جذب كند ، لذا نبايد : 
الف - در آب متلاشي يا حل شود.
ب - تمام يا قسمتي از آن بيش از 8 درصد وزن خود آب بمكد.
6-سنگ ساختماني نبايد آلوده به مواد طبيعي و مصنوعي باشد .
7- سنگ بايد شرايط فيزيكي و شيميايي محيط را تحميل كند لذا بايد :
الف - در برابر باد ،يخبندان ،تغييرات دما ودر صورت وجود جريان آب در مقابل آن و كليه عوامل فرسايش مقاومت كند .
ب - در برابر محيط هاي شيميايي ، اسيدي و قليايي و همچنين عمل آبكافت و اكسيد اسيون مقاومت كند.
8- مقاومت فشاري براي قطعات باربر نبايد كمتر از 150 كيلوگرم بر سانتي متر مربع باشد .
9- در مقابل سايش مقاوم باشد.
نماي سنگي خود داراي انواع مختلفي هستند كه عمده اين تمايزات را مي توان در تفاوت نوع سنگ موجود در طبيعت نام برد .لذا در اينجا جايز است قبل از معرفي انواع سنگ ها ابتدا به توضيح واژه سنگ تزئيني پرداخته و سپس به معرفي نما ها بپردازيم .

## سنگ هاي تزييني
سنگ تزئيني ، سنگي است طبيعي كه در اندازه مشخص انتخاب ، تراش و يا برش خورده باشد . به معناي وسيع كلمه ، اصطلاح سنگ تزئيني شامل سنگ ها در هر شكل مي شود كه به طور مستقيم و پس از برش ، سائيده شدن و صيقل كاري در نماهاي داخلي و خارجي ساختمان ها به كار مي روند . سنگ هاي تزيني از نظر سنگ شناسي به يكي از گروه هاي سنگ آذرين ، دگرگوني و يا رسوبي اختصاص دارند و شامل انواع مرمر ، مرمريت ، چيني ، كنگلومرا ، تراورتن ، ماسه سنگ ، گرانيت ، ديوريت ، سينيت ، گابر و بعضي موارد كم اهميت تر مي باشند .
1- نماي سنگ قلوه اي
اين سنگ ها در هنگام حركت و غلتيدن در مسير رودخانه و برخورد با يكديگر ، داراي سطح تقريباً گرد و صيقلي مي شوند از اين جهت مي توان از اين سنگ ها در نماي ساختمان ها استفاده كرد . براي استفاده ، اين سنگ ها را با ملات ماسه سيمان بر سطح ديوار آجري يا بتني طوري نصب مي كنند كه قلوه سنگ ها ، جلوه خاصي به نما مي دهد و مهارت و تجربه بنا هم در زيبايي نما نقش مهمي دارد . اما نكته اي كه بايد در مورد اين سنگ ها رعايت كرد اين است كه در صورت بكارگيري سنگ هاي رودخانه اي و سنگ هاي ضخيم در نماهاي سنگي بايد تا گرفتن كامل ملات از قالب هاي مناسب استفاده كرد .
2- نماي سنگ قيچي
سنگ قيچي به طول 10 ، عرض 3 تا 4 و ضخامت 1،5 سانتي متر در كارخانه سنگبري به وسيله گيوتين (قيچي) تهيه مي شود البته ممكن است از سنگ قيچي با طول بيشتر از 10 سانتي متر هم استفاده شود . زواياي سنگ قيچي ها 90 درجه و سطوح آن (قسمت هايي كه در نما ديده مي شود) داراي برجستگي هاي نامنظم هستند . لازم به ذكر است سنگ قيچي را در نماي ساختمان ، بدون بند نصب مي كنند و پشت آنها را دوغاب سيمان مي ريزند . معمولاً در نماسازي از يك نوع (يكرنگ) سنگ قيچي استفاده مي كنند اما با تلفيق سنگ ها با رنگ هاي مختلف ، مي توان نماي زيبايي در ساختمان به وجود آورد . به علت گرفتن گرد و خاك و دوده هوا به خود ، اين نماها خيلي زود كثيف مي شوند و بايد آنها را مرتب تميز كرد .
3- سنگ پلاك
استفاده از پلاك سنگ براي نماي ساختمان در كشور از زمان هاي قديم رواج داشته است . اما استفاده وسيع و فراگير آن در كشور حدود 50 سال پيش با ورود اولين كارخانه ماشيني توليد پلاك و يك خط كامل آلماني توسط آستان قدس رضوي در مشهد در سال 1317 رواج يافت . صنعت سنگ در دنيا جز در دورۀ ركود عميق اقتصاد جهاني در اواخر دهه 1930 ، همواره سير رشد و تحول را طي كرده است . در اين نوع سنگ ها قطعات بزرگ سنگ را از كوه (معدن سنگ) استخراج مي كنند و پس از حمل به كارخانه سنگبري ، در ابعاد و ضخامت هاي (1 تا 5 سانتي متري) به صورت سنگ پلاك مي برند و صيقل مي دهند . اما نكته مهمي كه بايد همواره به آن توجه داشت اين است كه در صورت استفاده از سنگ هاي پلاك بايستي از اين سنگ ها در برابر رطوبت يخبندان مراقبت نمود و مواد زايد را از سطح اين سنگ ها پاك كرده و با استفاده از يكي از روش هاي زير سنگ ها را كاملاً به سطح زيرين محكم كرد :
1- لقمه گذاري
2- پيچ و روپلاك كردن
3- نصب سيم و اسكوپ يا قلاب براي اتصال بهتر و محكم تر
4- نماهاي ساخته شده از سنگ مصنوعي
با پيشرفت علوم شيمي و متالوژي به ويژه در گرايش هاي پليمر و كامپوزيت ، تحول شگرفي در صنايع و معادن حادث شده است . ساخت و سنتز مصنوعات شيميايي و احياي مواد معدني از طريق فعل و انفعالات شيميايي ، يكي از كاركردهاي شيمي پليمر در عصر حاضر است ، شايد تركيب عناصر و مواد معدني با يكديگر و توليد مواد جديد تركيبي تحت عنوان كامپوزيت ها مهم ترين تحول علمي قرن بيستم در زمينه صنعت سنگ باشد . از سوي ديگر تركيب مواد طبيعي با بستري از مواد پليمري به توليد سنگ هاي مصنوعي ويژه با كاركردي متنوع شده است .

### ويژگي سنگ هاي مصنوعي
1- تنوع در رنگ با قابليت اجراي طرح هاي مختلف و دلخواه
2- سبك تر از سنگ هاي طبيعي و با وزن مخصوص 1100 تا 1300 كيلوگرم بر متر مكعب است كه همين امر باعث وزن كمتر ساختمان و در نتيجه كاهش اثر زلزله بر ساختمان مي شود .
3- قابليت جذب آب در حد صفر
4- عدم محدوديت در ابعاد توليدي با نصبي همانند سنگ طبيعي
5- استقامت (كشش و فشار) بالاتر از سنگ هاي طبيعي
6- اسكوب سرخود است . بدين معني كه برخلاف سنگ هاي طبيعي در اثر عوامل جوي و عدم چسبندگي به مرور زمان از بدنه ساختمان جدا نمي شود ، از آشناترين معايب سنگ طبيعي ، همين جداشدن تدريجي از بدنه ساختمان است .
7- مقاومت بالا در برابر عوامل جوي
8- استحكام و انسجام بالا
9- تنوع پذيري بالا
10- نصب راحت و بدون دردسر

## نمای سیمانی
نماهای سیمانی نیز انواع مختلفی دارد از قبیل تخته ماله ، تگرگی ، چکشی ، سیمان شسته و ... که هر کدام با دانه های ماسه مختلف رنگی در محل ساخته میشود .
چنانچه سد های بزرگ با سیمان تخته ماله اندود کردد به واسطه نشست های ساختمان ترک های مویی در آن ایجاد می شود . برای جلوگیری از این کار بهتر است روی نما به فاصله های حدود 5/1 تا 2 متر خطوطی در جهت های عمودی و افقی ایجاد نماییم تا از دیده شدن ترک های احتمالی جلوگیری شود .
در موقع سیمان کاری ابتدا زیر کار را سیمان معمولی و ماسه می پوشانند که به این لایه اصطلاحا آستر می گویند قبل از آستر کردن باید تمام سطح دیوار شمشه گیری بشود .
آنگاه باید بین شمشه ها را با ملات ماسه سیمان پر کرد . در طول سیمان کاری و همچنین تا چند روز بعد از آن باید حداقل روزی 3 الی 4 بار دیوار سیمان کاری شده را به وسیله آب مرطوب نمود . در غیر اینصورت ماسه سیمان مصرف شده به صورت پودر در آمده و با کوچکترین تماسی فرو خواهد ریخت .
باید توجه نمود که کلیه مصالحی که با سیمان مصرف میشود از جمله سیمانکاری نما باید حداقل در حرارت های 4 الی 5 درجه بالای صفر انجام شود تا از یخ زدن و فاسد شدن ملات جلوگیری شود .
در کلیه نماسازی ها بهتر است حداقل 30 سانتی متر پایین کار را یک رج سنگ رگی و یا سنگ پلاک کار گذاشته شود . زیرا این قسمت از نما همیشه با زمین و در نتیجه با عوامل جوی در تماس بوده و بهتر است از مصالح بهتری  که در مقابل عوامل جوی مقاوم تر باشد استفاده نمود معمولا برای این ردیف از سنگ هایی با رنگ تیره و سطح ناصاف استفاده می کنند مانند سنگ های دو تیشه و غیره.

## نمای گچی
متداول ترین نماهای مورد استفاده در ایران عبارت است از نمای آجری،نمای سنگی و نمای سیمانی ولی در بعضی از ساختمان ها از نمای گچی استفاده می نمایند که به وسیله گچ بری و سر ستون سازی شکل زیبایی به نما میدهند با توجه به اینکه گچ از مصالحی است که در مقابل آب مقاومت نمی نماید باید توجه نمود که برای نما سازی از گچ مخصوص که در مقابل آب مقاوم باشد استفاده نمایند.

## نگارخانه

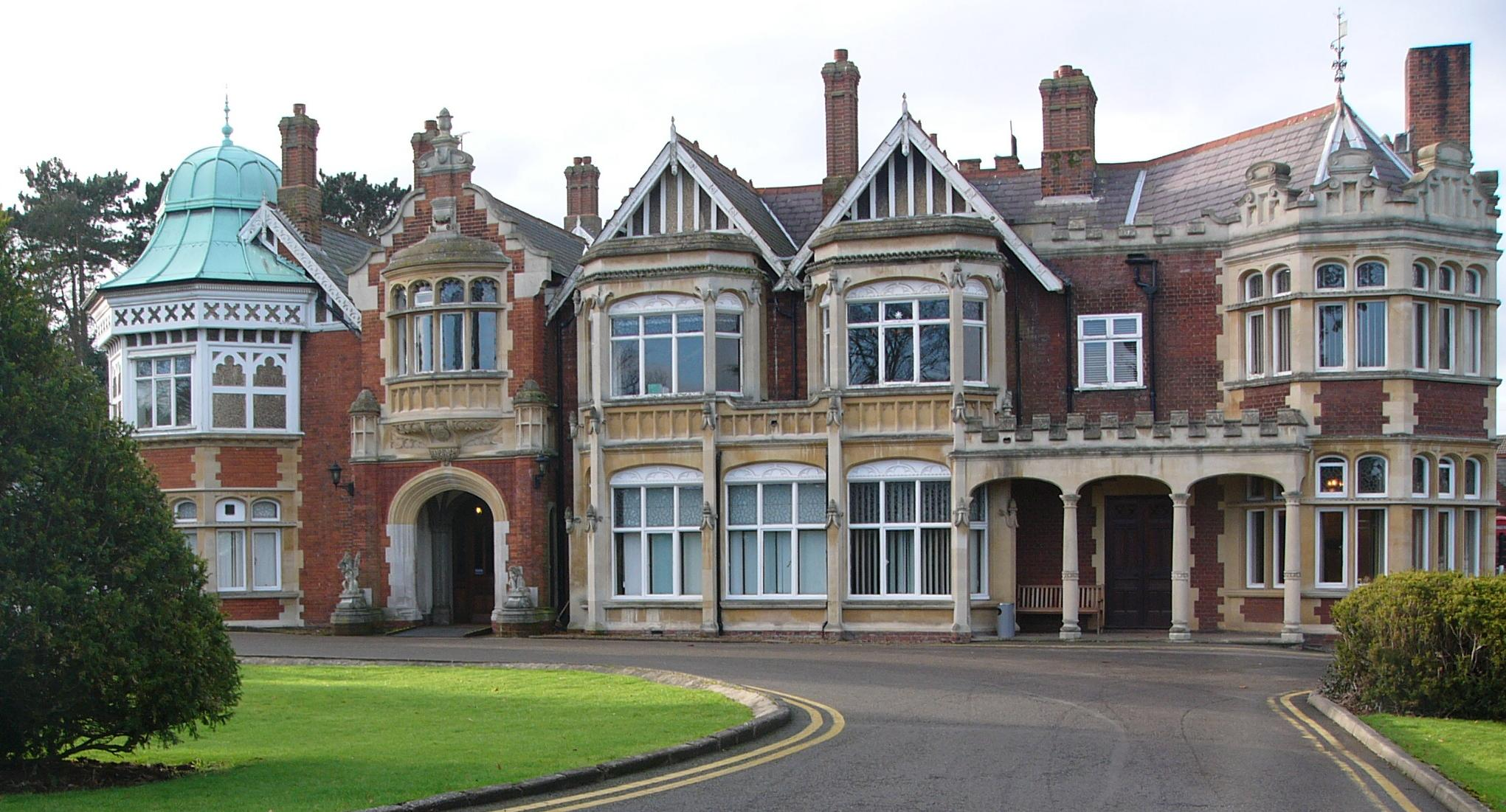
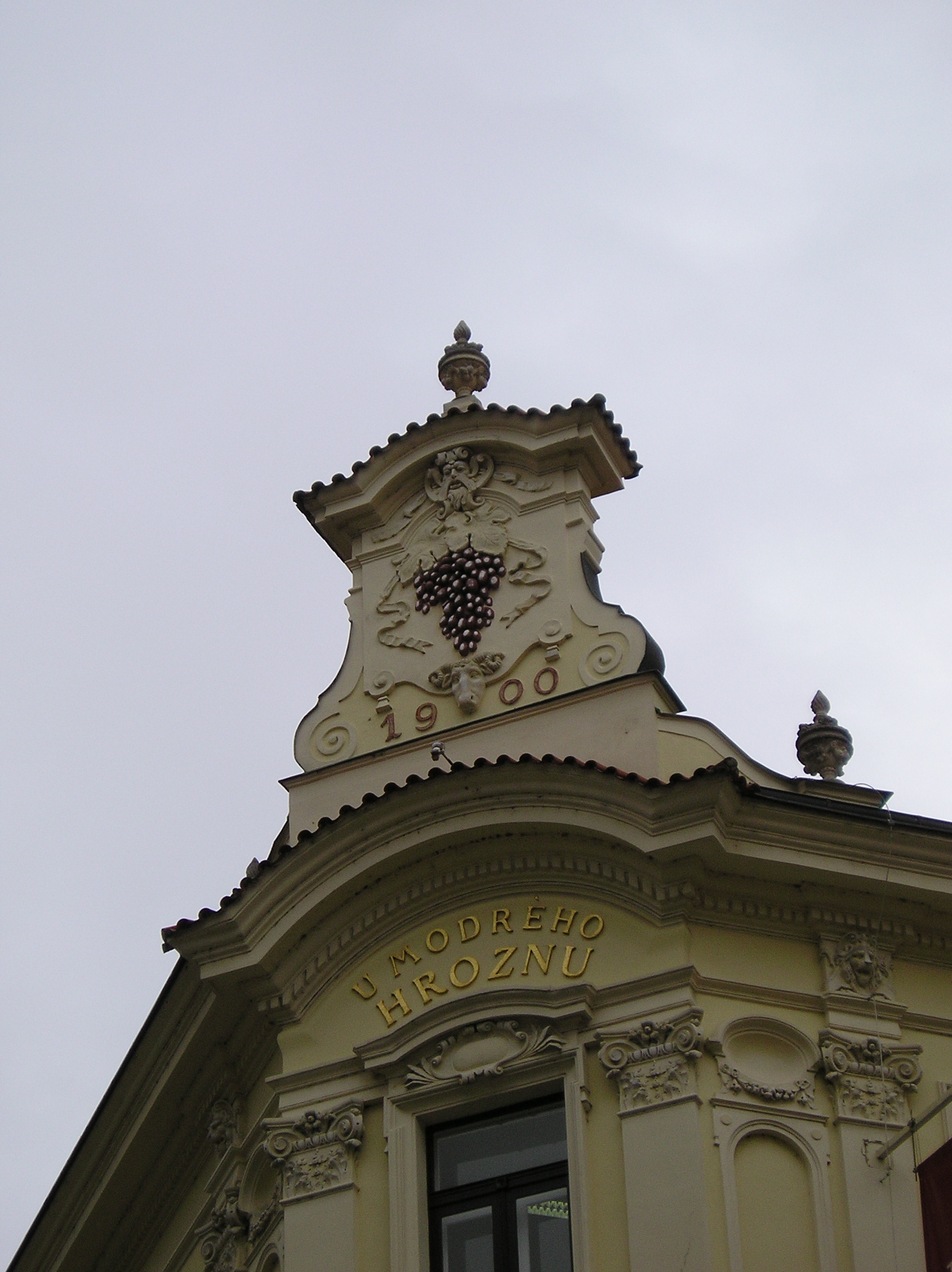
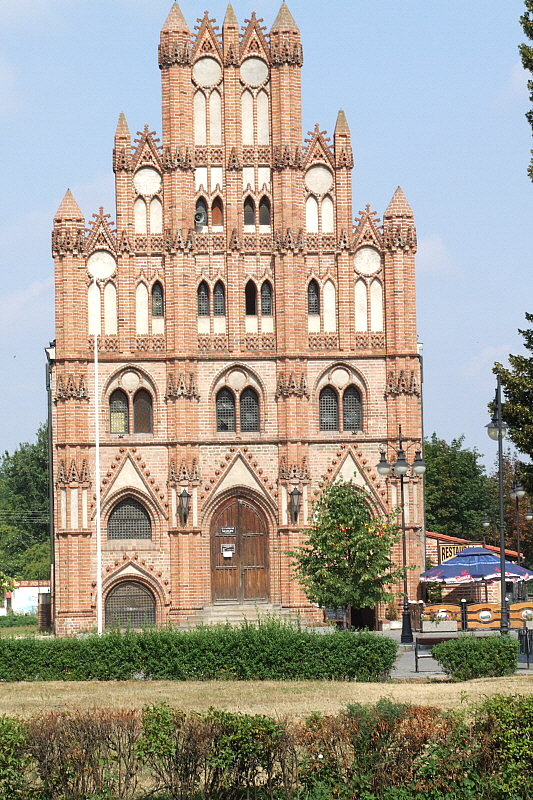
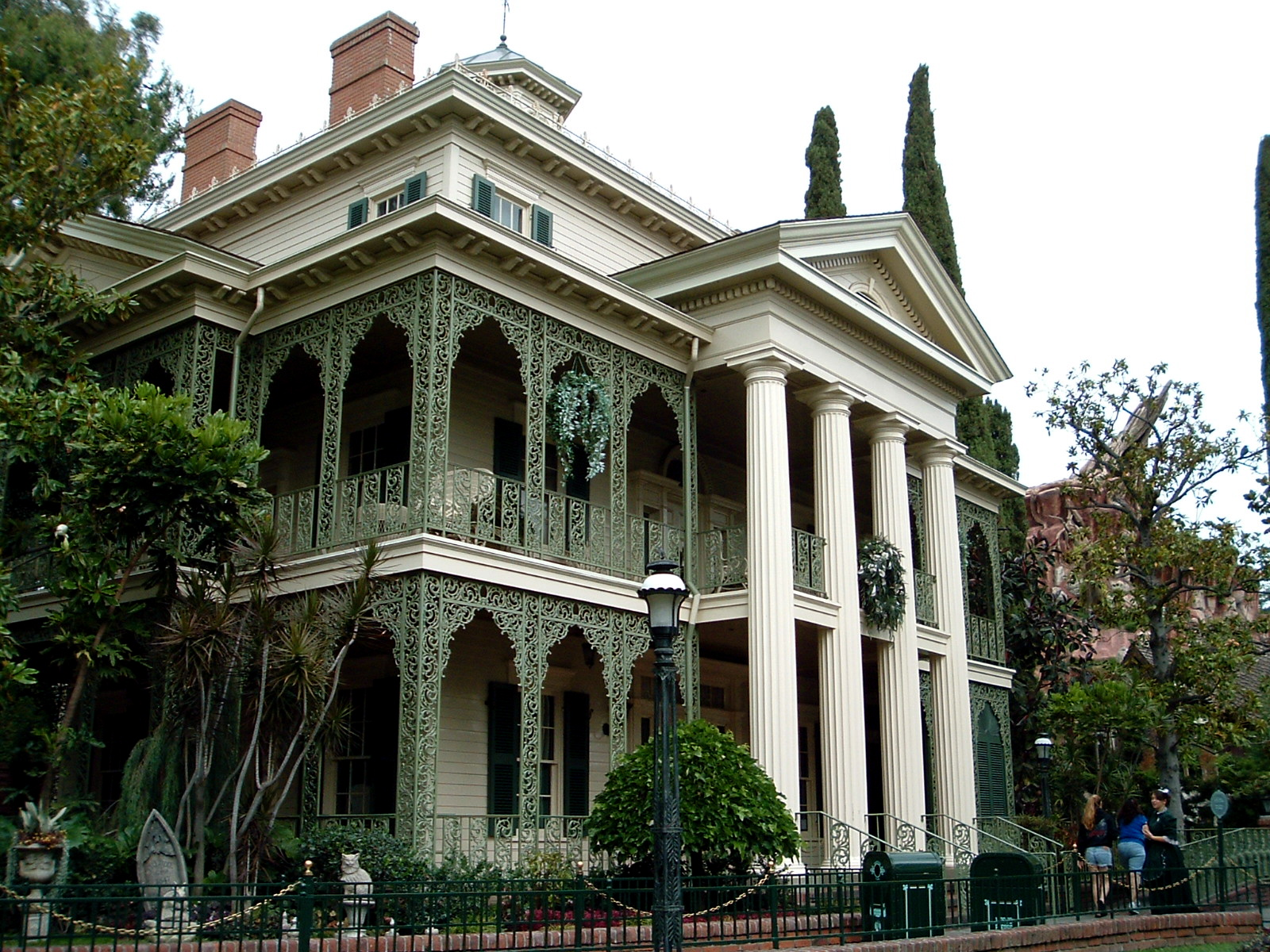